# Magiczne drzewo
Magiczne drzewo – cykl filmów fantasy dla młodszych widzów, produkowany w latach 2003–2008. Reżyserem i scenarzystą serialu jest Andrzej Maleszka. Serial zdobył wiele nagród filmowych, m.in. prestiżową International Emmy Award w kategorii Children & Young People. Narratorem w serialu był Krzysztof Gosztyła. Miejsca kręcenia zdjęć plenerowych: Warszawa, Łódź, Gdańsk, Sopot, Jelenia Góra, Bydgoszcz. Pierwszy odcinek został wyemitowany 29 stycznia 2004 w TVP1. Seria powtarzana jest w TVP Polonia z napisami angielskimi i TVP ABC.
Każdy z siedmiu odcinków opowiada o jakimś przedmiocie wykonanym z magicznego drzewa. Przedmioty te są obdarzone zdumiewającymi własnościami: sanki zachowują się jak pies, drewniane buty spełniają życzenia, berło daje władzę nad ludźmi. Trafiając w ręce dzieci, stają się pretekstem do opowieści o rodzinie, przyjaźni, dziecięcych problemach.
W roku 2009 powstał film o tym samym tytule, także według scenariusza i w reżyserii Andrzeja Maleszki. O prawa do niego ubiegali się m.in. Paramount i Walt Disney. Film wszedł do kin w Polsce 18 września 2009.
26 sierpnia 2009 premierę miał pierwszy tom cyklu książek Magiczne drzewo. Autorem serii, podobnie jak serialu i filmu, jest Andrzej Maleszka. Pierwszy tom jest oparty na filmie pełnometrażowym, a jego pełny tytuł to Magiczne drzewo. Opowieść I. „Czerwone krzesło”. Następne noszą tytuły: „Tajemnica mostu”, „Olbrzym”, „Pojedynek”, „Gra”, „Cień Smoka”, „Świat Ogromnych”, „Porwanie”, „Inwazja”, „Berło” (wydana w 2017 r.), „Czas robotów” (2018), „Pióro T-Rexa” (2020), „Geniusz” (2022). 
Nowa seria książek to Bohaterowie Magicznego Drzewa, wydawana od 2019 roku (Porwanie – 2019, Stwór – 2021).
Magiczne drzewo

## Spis odcinków
|                |                   |  |  |
| SERIA PIERWSZA |                   |  |  |
|                |                   |  |  |
| 1              | Drewniany pies    |  |  |
|                |                   |  |  |
| 2              | Kostka            |  |  |
|                |                   |  |  |
| 3              | Kredka            |  |  |
|                |                   |  |  |
| 4              | Berło             |  |  |
|                |                   |  |  |
| 5              | Bracia            |  |  |
|                |                   |  |  |
| 6              | Połykacze książek |  |  |
|                |                   |  |  |
| 7              | Para              |  |  |
|                |                   |  |  |
| 8              | Czerwone krzesło  |  |  |
|                |                   |  |  |
| 9              | Wędrówka          |  |  |
|                |                   |  |  |
| 10             | Przemiana         |  |  |
| FILM           |                   |  |  |
|                |                   |  |  |
| #1             | Magiczne drzewo   |  |  |

## Obsada
- Wojciech Molski − Jacek/Adam Smoliński
- Zuzanna Gulczyńska − Marta
- Maria Peszek − mama Jacka
- Artur Dziurman − tata Jacka
- Janusz Michałowski − sprzedawca psa husky
- Andrzej Dołecki − Moro
- Magdalena Kizinkiewicz − nauczycielka
- Krystyna Rutkowska − sprzątaczka w szkole
- Filip Langa − Wiki
- Jacek Adamczewski − Bartek
- Danuta Stenka − mama Wikiego
- Dagmara Pięta − siostra Wikiego
- Wiktor Zborowski − policjant
- Paweł Burczyk − konferansjer w hipermarkecie
- Dariusz Biskupski − bandyta
- Grzegorz Emanuel − bandyta
- Katarzyna Maternowska − kontrolerka w autobusie
- Grażyna Zielińska − sprzątaczka w pociągu
- Katarzyna Chmara(inne języki) − sprzedawczyni w sklepie z farbami
- Sebastian Konrad − sprzedawca w „Gamelandzie”
- Katarzyna Górska − Zuzia, siostra Bartka
- Ewa Konstancja Bułhak − Ewa Korcz, mama Joli
- Małgorzata Prętka – Sandra
- Jolanta Pęchorzewska – Jola Korcz (1)
- Madeline Page – Jola Korcz (2)
- Bronisław Wrocławski − reżyser serialu „Szczęśliwa ulica”
- Ewa Bukowska − asystentka reżysera
- Krzysztof Stelmaszyk − aktor Marek Turski
- Sylwia Nowiczewska-Elis − aktorka Kaja Wejnert
- Michał Piela − sprzedawca kredki
- Jerzy Dominik − wartownik przed budynkiem
- Tomasz Sapryk − kierownik telewizyjnego bufetu
- Mateusz Chorowski[1] – Bulba, brat Bartka (odc. 2 Kostka), Kuba Duszan (odc. 7 Połykacze książek)